# Profeta imberbe
Il Profeta imberbe è una scultura di Donatello proveniente dalle nicchie del terzo ordine del Campanile di Giotto, risalente al 1416-1418. È in marmo bianco a grandezza naturale (190x64x63 cm) ed è oggi conservata nel Museo dell'Opera del Duomo di Firenze. 

## Storia
La statua era la prima, da sinistra, del lato est del campanile, quello verso la cupola del Brunelleschi, che all'epoca doveva ancora essere costruita. Le altre tre statue di questo lato erano il Profeta barbuto di Nanni di Bartolo (1408), il Sacrificio di Isacco di Donatello e Nanni di Bartolo (1421) e il Profeta pensieroso, sempre di Donatello (1418-1420).
Le statue delle nicchie vennero trasferite nel museo nel 1937 e sostituite all'esterno da copie. Annerite dagli agenti atmosferici sono tuttora in corso di pulizia a restauro. Il Profeta imberbe non è ancora stato restaurato.

## Descrizione
Il soggetto della statua non è stato chiaramente identificato per la mancanza di attributi iconografici, per cui è chiamato col nome convenzionale di Profeta imberbe o col cartiglio. La statua è ispirata al modello classico dell'oratore ed è caratterizzata da un forte realismo e da una profonda intensità espressiva, sottolineata dal leggero ancheggiamento e dallo scarto verso sinistra della testa, estrinsecante un senso di energia trattenuta come nelle migliori opere di Donatello. Pare che per questa opera fece da modello Filippo Brunelleschi, amico di Donatello di circa dieci anni più anziano. La testa è infatti trattata con penetrante individuazione fisiognomica che non ha niente di convenzionale.
I lineamenti sono contratti e disarmonici, ma l'effetto generale di imponenza e dignità è dato dai gesti pacati e dal forte effetto chiaroscurale dei panneggi. La figura guarda verso il basso, poiché la sua collocazione iniziale era a molti metri di altezza. Il gesto di indicare il cartiglio che regge in mano è molto eloquente e sottolinea l'importanza della sua profezia e lo sforzo insistente di comunicare con l'osservatore. Le lettere, probabilmente dipinte, non sono però più visibili.